# Associazione Calcio Brescia 1946-1947
Questa pagina raccoglie i dati riguardanti l'Associazione Calcio Brescia nelle competizioni ufficiali della stagione 1946-1947.

## Stagione
La stagione 1946-1947 del Brescia terminò con un diciottesimo posto in Serie A e la conseguente retrocessione in Serie B, dove resterà relegato per diciotto anni. Il primo vero campionato del dopoguerra vede al via 20 squadre in Serie A. Favorito il Torino che terrà fede al pronostico vincendo il titolo tricolore con 10 punti di vantaggio sulla Juventus. Tra i biancazzurri il leader è l'intramontabile Oscar Messora, miglior realizzatore di stagione Romano Penzo con 14 reti. Il Brescia chiude 18º in classifica con 31 punti. Dietro ci sono il Venezia con 27 punti e la Triestina con 18 punti, con due retrocessioni sarebbe salvo. Ma Trieste rappresenta per gli italiani una ferita aperta. La "ragion di Stato" impone al calcio un segnale forte, così Trieste viene riammessa in Serie A per "benemerenze sportive". E al Brescia non resta che scendere mestamente in Serie B.

## Divise
Le maglie utilizzate in questa stagione furono completamente blu Savoia, con i calzoncini bianchi. Colori opposti per la divisa da trasferta.
| Casa | Trasferta |

## Rosa
| N. |                   | Ruolo | Calciatore          |
| -- | ----------------- | ----- | ------------------- |
|    | Italia (bandiera) | P     | Ivanoe Sacchetti    |
|    | Italia (bandiera) | D     | Carlo Albini        |
|    | Italia (bandiera) | D     | Oscar Messora       |
|    | Italia (bandiera) | D     | Livio Spaggiari     |
|    | Italia (bandiera) | C     | Italo Rebuzzi II    |
|    | Italia (bandiera) | C     | Cesare Gallea       |
|    | Italia (bandiera) | C     | Aldo Cadario        |
|    | Italia (bandiera) | C     | Mario Perazzolo     |
|    | Italia (bandiera) | C     | Spartaco Bulgarelli |

| N. |                   | Ruolo | Calciatore           |
| -- | ----------------- | ----- | -------------------- |
|    | Italia (bandiera) | C     | Felice Mariani       |
|    | Italia (bandiera) | C     | Lodovico De Filippis |
|    | Italia (bandiera) | C     | Enrico Merzoni       |
|    | Italia (bandiera) | A     | Dante Paolini        |
|    | Italia (bandiera) | A     | Carlo Alberto Quario |
|    | Italia (bandiera) | A     | Romano Penzo         |
|    | Italia (bandiera) | A     | Sergio Bertoni I     |
|    | Italia (bandiera) | A     | Ettore Bertoni III   |
|    | Italia (bandiera) | A     | Mario Ferrari        |

## Risultati

### Serie A[1][2]

#### Girone di andata
| Arbitro: | Bellè (Venezia) |

|                                             |           |  |
| Verdeal 30’, 64’ Dalla Torre 53’ Vitali 77’ | Marcatori |  |

| Arbitro: | Agnolin (Bassano del Grappa) |

|                    |           |             |
| Bertoni I 56’, 82’ | Marcatori | 19’ Verrina |

| Brescia 6 ottobre 1946 3ª giornata | Brescia             | 0 – 0 | Bari | Stadium di Viale Piave\| Arbitro: \| Bonivento (Venezia) \| |
| Arbitro:                           | Bonivento (Venezia) |       |      |                                                             |

| Arbitro: | Pizzato (Mestre) |

|          |           |           |
| Muci 82’ | Marcatori | 16’ Penzo |

| Arbitro: | Bonivento (Venezia) |

|                                                                              |           |                                     |
| Messora 18’ (aut.) De Andreis 37’, 38’, 53’ Puccinelli 59’ Koenig 63’ (rig.) | Marcatori | 25’ Bertoni I 54’ (rig.), 85’ Penzo |

| Arbitro: | Gamba (Napoli) |

|               |           |               |
| Bertoni I 58’ | Marcatori | 27’ Puricelli |

| Arbitro: | Longagnani (Modena) |

|                        |           |                 |
| Amadei 30’ Krieziu 42’ | Marcatori | 28’ Bertoni III |

| Arbitro: | Dellarole (Roma) |

|  |           |            |
|  | Marcatori | 86’ Cecchi |

| Arbitro: | Tassini (Verona) |

|                                      |           |  |
| Mazzola 16’, 52’ Grezar 51’ Loik 64’ | Marcatori |  |

| Arbitro: | Bellè (Venezia) |

|               |           |  |
| Bertoni I 42’ | Marcatori |  |

| Arbitro: | Zilli (Reggio nell'Emilia) |

|                               |           |                |
| Rebuzzi II 5’ De Filippis 80’ | Marcatori | 12’, 46’ Persi |

| Arbitro: | Orlandini (Roma) |

|           |           |                           |
| Dante 76’ | Marcatori | 35’ Penzo 56’ De Filippis |

| Arbitro: | Pera (Firenze) |

|  |           |                          |
|  | Marcatori | 36’, 82’ Lushta 8’ Rosso |

| Arbitro: | Gemini (Roma) |

|              |           |  |
| Candiani 36’ | Marcatori |  |

| Arbitro: | Canavesio (Torino) |

|  |           |           |
|  | Marcatori | 26’ Taiti |

| Arbitro: | Maurelli (Roma) |

|                           |           |                     |
| D'Alconzo 66’ Baldini 84’ | Marcatori | 4’, 39’ Bertoni III |

| Arbitro: | Donati (Milano) |

|  |           |                    |
|  | Marcatori | 33’, 72’ Quaresima |

| Arbitro: | Savio (Torino) |

|  |           |                 |
|  | Marcatori | 50’ Brighenti I |

| Arbitro: | Zelocchi (Modena) |

|                       |           |  |
| Kincses 41’ Salvi 80’ | Marcatori |  |

#### Girone di ritorno
| Arbitro: | Bernardi (Bologna) |

|                                                 |           |             |
| Penzo 17’, 41’ Paolini 40’, 46’ De Filippis 50’ | Marcatori | 72’ Verdeal |

| Arbitro: | Bonivento (Venezia) |

|                                |           |             |
| Santamari 34’ Di Benedetti 49’ | Marcatori | 23’ Paolini |

| Bari 2 marzo 1947 22ª giornata | Bari           | 0 – 0 | Brescia | Stadio della Vittoria\| Arbitro: \| Pera (Firenze) \| |
| Arbitro:                       | Pera (Firenze) |       |         |                                                       |

| Arbitro: | Silvano (Torino) |

|                              |           |                            |
| Messora 37’ (rig.) Penzo 65’ | Marcatori | 59’ Muci 86’ (aut.) Gallea |

| Arbitro: | Scotto (Savona) |

|                      |           |  |
| De Filippis 20’, 33’ | Marcatori |  |

| Arbitro: | Guarda (Venezia) |

|                 |           |                |
| Gimona 14’, 63’ | Marcatori | 15’ Rebuzzi II |

| Arbitro: | Bernardi (Bologna) |

|                            |           |  |
| Paolini 35’ Penzo 58’, 68’ | Marcatori |  |

| Arbitro: | Boffardi (Genova) |

|                    |           |                       |
| Raccis 2’ Stua 46’ | Marcatori | 38’ Penzo 44’ Paolini |

| Arbitro: | Dattilo (Roma) |

|  |           |          |
|  | Marcatori | 15’ Loik |

| Arbitro: | Zelocchi (Modena) |

|                                    |           |               |
| Badiali 14’ Eliani 67’ Bollano 84’ | Marcatori | 17’ Bertoni I |

| Arbitro: | Bellè (Venezia) |

|  |           |             |
|  | Marcatori | 81’ Paolini |

| Arbitro: | Bernardi (Bologna) |

|                |           |               |
| Defilippis 35’ | Marcatori | 2’ Renosto II |

| Arbitro: | Dattilo (Roma) |

|                            |           |                          |
| Coscia 45’ Rava 86’ (rig.) | Marcatori | 23’ Quario 40’ Perazzolo |

| Arbitro: | Poggipollini (Ferrara) |

|                    |           |                |
| Messora 85’ (rig.) | Marcatori | 83’ Korostelev |

| Arbitro: | Gamba (Napoli) |

|             |           |                                        |
| Biavati 23’ | Marcatori | 27’ Messora 44’ Paolini 74’ Rebuzzi II |

| Arbitro: | Bertolio (Torino) |

|                |           |             |
| Penzo 51’, 83’ | Marcatori | 89’ Baldini |

| Arbitro: | Canavesio (Torino) |

|                   |           |  |
| Sperotto 59’, 80’ | Marcatori |  |

| Arbitro: | Agnolin (Bassano del Grappa) |

|            |           |          |
| Romani 37’ | Marcatori | 9’ Penzo |

| Arbitro: | Galeati (Bologna) |

|                                                     |           |           |
| Rebuzzi II 9’ Penzo 31’ Paolini 34’ De Filippis 69’ | Marcatori | 41’ Salvi |

## Statistiche

### Statistiche di squadra
| Competizione | Punti | In casa | In casa | In casa | In casa | In casa | In casa | In trasferta | In trasferta | In trasferta | In trasferta | In trasferta | In trasferta | Totale | Totale | Totale | Totale | Totale | Totale | DR  |
| Competizione | Punti | G       | V       | N       | P       | Gf      | Gs      | G            | V            | N            | P            | Gf           | Gs           | G      | V      | N      | P      | Gf     | Gs     | DR  |
| ------------ | ----- | ------- | ------- | ------- | ------- | ------- | ------- | ------------ | ------------ | ------------ | ------------ | ------------ | ------------ | ------ | ------ | ------ | ------ | ------ | ------ | --- |
| Serie A      | 38    | 19      | 7       | 5       | 7       | 25      | 21      | 19           | 3            | 6            | 10           | 20           | 37           | 38     | 10     | 11     | 17     | 45     | 58     | -13 |

### Statistiche dei giocatori[7]
| Giocatore      | Serie A  | Serie A |
| Giocatore      | Presenze | Reti    |
| -------------- | -------- | ------- |
| C. Albini      | 19       | 0       |
| E. Bertoni III | 15       | 3       |
| S. Bertoni I   | 33       | 6       |
| S. Bulgarelli  | 19       | 0       |
| A. Cadario     | 16       | 0       |
| L. De Filippis | 35       | 6       |
| M. Ferrari     | 2        | 0       |
| C. Gallea      | 25       | 0       |
| F. Mariani     | 24       | 0       |
| E. Merzoni     | 1        | 0       |
| O. Messora     | 35       | 2       |
| D. Paolini     | 33       | 7       |
| R. Penzo       | 28       | 14      |
| M. Perazzolo   | 36       | 1       |
| C.A. Quario    | 4        | 1       |
| I. Rebuzzi II  | 36       | 3       |
| I. Sacchetti   | 38       | -56     |
| L. Spaggiari   | 19       | 0       |